# Тахти-Сангин
Тахти-Сангин (тадж. Тахти сангин, в переводе с таджикского языка — «каменный трон») — один из крупнейших исследованных к настоящему времени памятников зороастризма, расположенный на правом берегу реки Вахш при её слиянии с рекой Пяндж (то есть у истока Амударьи) в Кубодиёнском районе Хатлонской области Таджикистана, в 500 метрах к северу от таджикско-афганской границы.
Городище было сооружено в IV веке до н. э. и существовало (в составе Греко-Бактрийского царства) примерно до III или II века до н. э. Приблизительно через 30 лет после смерти Александра Македонского здесь был построен храм в честь божества реки Окс (древнее название Амударьи) — замечательный пример культурно-религиозного ирано-греческого синкретизма.
Предполагается, что именно на месте Тахти-Сангина был выкопан в 1870-е годы Амударьинский клад — знаменитое собрание золотых и серебряных вещей и монет, датируемых VI—III вв. до н. э. За исключением этого клада, большинство находок из храма и прилегающей к нему территории хранятся в Национальном музее древностей Таджикистана и Национальном музее Таджикистана в Душанбе.

## Описание
Эллинистическое городище имеет размеры 3000 м на 100-450 м и окружено валами из необработанного кирпича на севере и юге, между которыми лежат кварталы нерегулярной застройки. В 100 км восточнее (уже на территории Афганистана) археологами исследован не менее крупный центр того же времени — Ай-Ханум.
В центре городища — прямоугольная цитадель (238×167 м) с башнями, где раскопан зороастрийский храм с центральным залом, каменными колоннами с эллинистическими капителями коринфского ордера. Их архитектурно-стилевая обработка насыщена декором с выделением колоколообразной капители, покрытой стилизованными листьями аканта (характерного рисунка). В двух симметричных башнях найдены святилища огня с остатками каменных алтарей в центре.
Во время раскопок найдено около 8 тысяч различных артефактов из золота, серебра, стекла, камня и даже кожи. Украшения, монеты, а также глиняная и алебастровая скульптура найдены в напольных камерах (ботросах). Во дворе раскопана мастерская по отливке бронзовых котлов; на одной из форм обнаружена греческая надпись.

## История исследований
Предварительные исследования Тахти-Сангина проводились в 1928, 1950 и 1956 годах.
Игорь Пичикян и Борис Литвинский начали крупные раскопки храма и прилегающей территории в 1976 году под эгидой Южно-Таджикской археологической экспедиции. Эти раскопки продолжались до распада Советского Союза в 1991 году, после чего памятник был поставлен под охрану. Окончательные отчеты об этих раскопках были опубликованы на русском языке в трех томах в период с 2000 по 2010 годы.
Гражданская война в Таджикистане мешала возобновить исследование памятника. В 1998 году Анжелина Дружинина начала новые раскопки под эгидой Академии наук Республики Таджикистана. Эти раскопки завершились в 2010 году, и предварительные отчёты были опубликованы в Бюллетене Музея Михо.
Франко-таджикская команда во главе с Матильдой Гельде из французского Национального центра научных исследований пытается провести дальнейшие раскопки с 2013 года, но из-за проблем с безопасностью, вызванных конфликтом в Афганистане, раскопки проводились только один раз, в 2014 году.
В 1999 году Таджикистан выдвинул археологический памятник на включение в список Всемирного наследия.
- Предметы, обнаруженные при раскопках Тахти-Сангина
- Расписная голова из глины и алебастра, III-II вв. до н. э. Возможно, зороастрийский жрец[1][11].
- Эллинистический сатир Марсий с посвящением по-гречески богу Окса по бактрийскому имени «Атросокес». 200-150 гг. до н. э. Национальный музей Таджикистана[1]
- Эллинистическая статуэтка, II век до н. э., Национальный музей Таджикистана[1]
- Эллинистическая статуэтка, II-III вв. до н. э., Национальный музей Таджикистана[1]
- Скульптура из слоновой кости
- Портрет старика, III век до н. э.[1]
- Фрагмент головы слона, III-IV вв. до н. э.[1]